# Siri (Burkina Faso)
Pour les articles homonymes, voir Siri.
Siri est une commune rurale située dans le département de N'Dorola de la province de Kénédougou dans la région des Hauts-Bassins au Burkina Faso.

## Géographie
Siri est situé à environ 6 km au sud-ouest de N'Dorola.

## Santé et éducation
Le centre de soins le plus proche de Siri est le centre de santé et de promotion sociale (CSPS) de N'Dorola.